# 니혼케이자이 신문

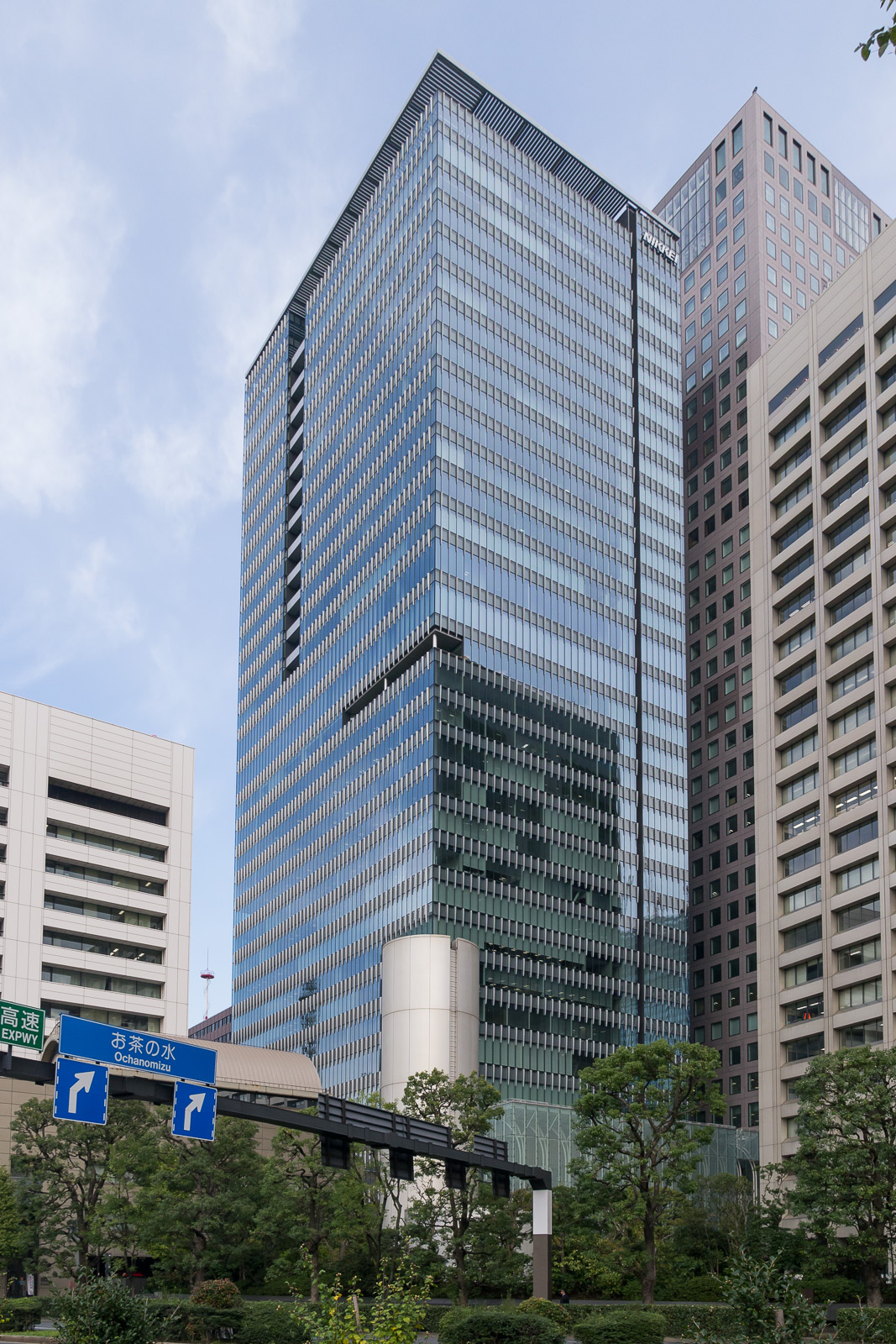
니혼케이자이신문

니혼게이자이 신문(일본어: 日本経済新聞, にほんけいざいしんぶん 니혼게이자이신분[*], Nihon Keizai Shinbun, The Nikkei, 문화어: 니홍게이자이신붕) 또는 일본경제신문은 도쿄에 본사를 둔 일본경제신문사가 발행하는 신문(경제지)이다. 약칭은 닛케이(日経), 또는 닛케이 신문(日経新聞)을 쓴다. 신문의 제자는 구자체 日本經濟新聞로 쓴다.
경제지인 관계로, 일반 신문에 비해 주가를 비롯하여 경제나 산업 관련 기사들의 비중이 높다. 도쿄 은행과 미쓰비시 은행의 합병 등, 경제관련 기사로 신문협회상 등을 수차례 수상한 바 있으며, 경제면 뿐만 아니라, 정치, 사회 관련 기사 또한 비중있게 게재하고 있으며, 최근에 들어서는 여성 취향의 생활 관련 기사들 또한 증가하고 있다. 일본경제신문사가 발표하는 주가지수 닛케이 225 또는 'NIKKEI 225'는 세계적으로도 인지도가 높다.

## 발행지
일본경제신문을 발생하는 니혼케이자이신문사는 전통적으로 일본의 경제, 경영 및 산업동향 관련 뉴스를 주로 다룬다. 주력 출판물인 일본경제신문 외에 다음과 같은 출판물을 발행한다.
- 닛케이 베리타스(日経ヴェリタス Nikkei Veritas[*]) - 경제 관련 주간신문. 옛 닛케이 금융신문. 2008년 3월에 현재 명칭으로 변경되었다.
- 닛케이 산업 신문(日経産業新聞 닛케이산교신분[*]) - 산업 관련 전문 신문
- 닛케이 마케팅 저널(日経MJ) - 상업 전문 신문
- 닛케이 위클리(日経ウィークリー) - 비즈니스 관련 신문(영자지)
- 닛케이 아시안 리뷰(Nikkei Asian Review), 비즈니스 잡지(영어판). 2013년 11월 발간.[1][2]

닛케이는 2015년 7월 23일 비즈니스 일간지 파이낸셜 타임스를 산하에 둔 영국의 FT 그룹을 피어슨 PLC로부터 13.2억 달러에 매수하였다. 같은해 11월 30일 파이낸셜 타임스의 매수를 완료하였다.
닛케이는 TV 도쿄 및 닛케이 CNBC를 보유하고 있다.

## 같이 보기
- 스즈오키 다카부미(일본어판) - 일본경제신문사 편집위원, 한반도 및 아시아정세 전문저널리스트